# Аїм (Росія)
Аї́м (рос. Аим) — село у складі Аяно-Майського району Хабаровського краю, Росія. Адміністративний центр та єдиний населений пункт Аїмського сільського поселення.

## Населення
Населення — 205 осіб (2010; 294 у 2002).
Національний склад (станом на 2002 рік):
- евенки — 91 %